# 유로 에어포트
유로 에어포트(프랑스어: Aéroport de Bâle-Mulhouse-Fribourg, 독일어: Flughafen Basel-Mülhausen-Freiburg, IATA: BSL, MLH, ICAO: LFSB)은 스위스 바젤에서 6 km, 프랑스 뮐루즈에서 22 km, 독일 프라이부르크에서 70 km 떨어진 곳에 위치한 유럽의 허브 국제공항으로 바젤 뮐루즈 프라이부르크 공항으로도 불리고 있으며 현재 이지젯 스위스가 이 공항을 허브공항으로 사용 중이다.

## 역사

### 초기
기존의 유로 에어포트는 1930년대 원래 프랑스와 스위스 합작 건설을 기획했으나 제2차 세계 대전이 발발하자 무기한 중단되었다. 그리고 전쟁이 끝난 1946년 8월 재개되었고 양국은 프랑스 블로츠하임에서 4 km 떨어진 곳에 짓는 것과 프랑스는 건설지를, 스위스 바젤 주는 건설 비용을 제공하는 것에 합의했다. 그리고 1947년 5월 8일, 1개의 탑승동과 1,200 m 길이의 활주로를 갖춘 터미널이 개항하였다. 1951년부터 1953년까지 활주로를 1,600 m로 확장시켰고 Zollfreistrasse라 불리는 무세관 도로가 건설되었다. 첫 번째 확장 계획은 1960년 스위스 국민투표에 의해 통과 되었고 터미널과 활주로가 추가 확장 되었다. 그리고 1972년 남-북 활주로는 3,900 m로 확장되었다. 시간이 지나면서 1984년 승객 이용량이 백만명에 육박했고 1987년에 이름을 현재의 공항명인 유로 에어포트로 변경했다. 그리고 1992년 승객 이용량이 2백만명에 육박했고 1998년에는 이용수가 3백만명에 육박했다.

### 최근
2000년대에 들어서 메인 터미널을 Y자 형태로 확장 시키기 시작했다. 2002년 첫 번째 과정이 완료되었고 2005년 두 번째 과정이 시작되었다. 스위스 항공의 자회사인 크로스에어는 이 공항을 허브 공항으로 사용하였으나 2001년 스위스 항공이 파산하면서 2002년 운항이 중지되었고, 크로스 에어가 스위스 항공과 합병되며 스위스 국제항공으로 개명하면서 노선이 재운항 되었으나 처음에는 잘 이용되지 않았다. 2004년 영국의 저가항공사인 이지젯이 취항하면서 이용량이 급증하였고 2006년 승객 이용량이 4백만명으로 증가하였다.
2007년년 라이언에어도 취항하였으나 승객 이용량이 낮고 공항 이용료가 비싸 2009년 모든 8개 노선을 단항시켰다. 그러나 2014년 일부 노선을 재운항 한다는 입장을 발표하였고 바젤~런던 스탠스테드행 노선을 추가 신설한다고 했다.

## 국제적 정세
유로 에어포트는 세계에서 몇안되게 두 국가가 관리하는 공항으로서 유로 에어포트는 프랑스와 스위스가 공동 관리하고 있다. 공항은 1949년 국제회의서 운영하기로 결정되었다. 운영 본사는 프랑스의 뮐루즈에 위치하게 되었다. 공항은 완전한 프랑스 영토내에 있지만 공항에는 스위스 세관이 있어 바젤과 다른 곳으로 무세관 운행이 가능하게 되었다. 또한 두 국가는 무비자,세관 협정을 체결하여 세관이나 국경 통과 검사없이 자유롭게 왕래가 가능하도록 하였다.
공항 터미널은 두 구역으로 나뉘는데 프랑스와 스위스 이렇게 두개의 구역으로 나뉜다. 스위스는 지난 2009년 솅겐 조약에 조인하여 솅겐 조약 지역 과 비 솅겐 지역 항공사 지역으로 나뉘게 된다. 비 솅겐 조약에서 온 사람들은 프랑스와 스위스 두개의 입국 통과 도장중 하나를 선택할 수 있다.
이런 정세 때문에 유로 에어포트는 세개의 IATA 코드를 부여 받는데 하나는 프랑스의 MLH, 스위스의 BSL, 그리고 공항 고유의 EAP를 부여받는다. 하지만 국제 민간 항공 기구의 코드는 통일 된 LFSB를 사용한다. 스위스의 제네바 국제공항도 유로 에어포트와 비슷한 성격을 지니지만 코드명은 스위스 고유 코드를 사용한다.

## 운항 노선
| 항공사               | 목적지 |
| -------------------- | --- |
| 스위스 국제항공      | 바르셀로나, 함부르크, 런던(시티), 프라하 계절편: 이비자, 올비야, 마조르카 |
| 이지젯 스위스        | 알리칸테, 암스테르담, 베를린(쇠네펠트), 보르도, 브뤼셀, 코펜하겐, 드레스덴, 에딘버러, 푸에트레벨투라, 그란 카나리아 공항, 함부르크, 이비자, 라르난카, 리스본, 말라가, 마라케시, 몽펠리에, 난테스, 나폴리, 니스, 마조르카, 포르투, 프리스티나, 마드리드, 산티아고, 셸비에, 텔아비브, 테네리페(수르), 테살로니키, 베니스 계절편: 아작시오, 바스티아, 브린디시, 칼리가리, 파로, 오비에도, 레이캬비크(케플라비크), 스필리트 |
| 영국항공             | 런던(히드로) |
| 이지젯               | 안탈리아, 바르셀로나, 베를린(쇠네펠트), 부다페스트, 카타니아, 에딘버러, 크라쿠프, 런던(개트윅), 런던(루턴), 마드리드, 맨체스터, 툴루즈 |
| 에어프랑스           | 파리(오를리) |
| HOP!                 | 파리(오를리, 샤를 드 골), 리옹 계절편: 아직시오, 피가리 |
| 라이언에어           | 더블린, 런던(스탠스테드) |
| 아이글 아주르        | 알제, 콘스탄틴, 오란, 세티프 |
| 트윈 제트            | 마르세유 |
| 루프트한자 리저널    | 프랑크푸르트, 뮌헨 |
| TUI플라이            | 아가디르, 푸에르테벤투라, 그란 카나리아 계절편: 보아 비스티아, 코르푸, 푼살, 헤라킬리온, 코스, 라나카, 마라케치, 미노르카, 마조르카, 로도스, 사르, 테네리페 (수르) |
| 저먼윙스             | 뒤셀도르프 |
| 브뤼셀 항공          | 브뤼셀 |
| KLM                  | 암스테르담 |
| 오스트리아 항공      | 비엔나 |
| 인터스카이           | 계절 전세편: 헤비츠 |
| 위즈 에어            | 베오그라드, 부큐레슈티, 클루지나포케, 스코페, 투즐라 |
| 아드리아 항공        | 계절 전세편: 프리스티나 |
| 에어비아             | 계절 전세편: 부르가스 |
| 에게 항공            | 계절 전세편: 헤라킬리온, 로도스 |
| 터키항공             | 이스탄불(아타튀르크) |
| 페가수스 항공        | 이스탄불(아타튀르크) |
| 선익스프레스 항공    | 안탈리아 계절편: 이즈밀 |
| 에어 알제리          | 카사블랑카 |
| 에어 아라비아 모로코 | 콘스탄틴 |
| 튀니스에어           | 제르바 |
| 에어 트랜젯          | 계절편: 몬트리올 |

### 화물 노선
| 항공사                | 목적지                              |
| --------------------- | ----------------------------------- |
| 대한항공 카고         | 서울(인천)                          |
| 에미레이트 스카이카고 | 두바이                              |
| DHL 항공              | 라히프치히, 이스트 미들랜드, 제네바 |
| ASL 항공 벨기에       | 바젤(뮐루즈), 리에주                |
| 페덱스 익스프레스     | 파리(샤를 드 골)                    |
| UPS 항공              | 바젤(뮐루즈), 바젤                  |

## 지상 연계 교통

### 도로
공항에는 바젤에서 취리히를 통과해 동남부 스위스를 지나는 A3 고속도로가 연계되어 있다.

### 버스
공항에는 유로 에어포트서 세 나라를 이어주는 버스가 있다.
- 바젤 BVB 50번은 공항에서 바젤에 있는 스위스와 프랑스 허브열차역까지 운행한다. 평일에는 버스 간격이 7~8분이지만 주말에는 10분 간격으로 운행하고 소요시간은 20분이다.
- 프랑스 버스 11번은 세인트 루이스역까지 운행한다.
- 프라이부르크 공항버스는 프라이푸르크 버스 터미널까지 운행한다.

## 기타 시설
스위스 국제항공과 스위스 유럽항공의 본사가 유로 에어포트 스위스 구역에 위치해있다. 공항이 프랑스 영토에 있을지라도 스위스 항공사의 본사는 스위스 구역에는 위치 할 수 있다. 이전에는 파른에어 스위스와 헬로 항공 그리고 크로스에어가 파산 전까지 이 공항에 본사를 가지고 있었다.

## 같이 보기
- 스위스의 교통